# Berenice Aworet
Berenice Aworet es una deportista gabonesa que compitió en taekwondo. Ganó una medalla de oro en el Campeonato Africano de Taekwondo de 2001 en la categoría de –51 kg.

## Palmarés internacional
| Campeonato Africano | Campeonato Africano | Campeonato Africano | Campeonato Africano |
| Año                 | Lugar               | Medalla             | Categoría           |
| ------------------- | ------------------- | ------------------- | ------------------- |
| 2001                | Dakar (Senegal)     | Medalla de oro      | –51 kg              |